# John Partridge (astrologue)
Pour les articles homonymes, voir Partridge.
John Partridge, né le 18 janvier 1644 (Old Style) à East Sheen en Angleterre et mort le 24 juin 1715 à Londres, est un astrologue anglais des XVIIe et XVIIIe siècles. Il est l'auteur et l'éditeur de plusieurs ouvrages et almanachs sur le thème de l'astrologie. Il se fixa pour objectif de réformer l'astrologie en l'épurant de ses éléments provenant des périodes arabo-musulmane et médiévale, en faveur d'un retour à la tradition héritée de Ptolémée.
Il fait ses études à l'Université de Leyde aux Provinces-Unies.

## Ouvrages
- Partridge's advice to the Protestants of England, 1678
- Mikropanastron, or, An astrological vade mecum briefly teaching the whole art of astrology, 1679. impression d'un fac-similé en 2005.

- Mercurius coelestis, being an almanack for the year of the world's redemption, 1682..., 1682
- Merlinus redivivus, being an almanack for the year of our redemption, 1684...', 1684
- Opus Reformatum: Treatise of Astrology in which The Common Errors of that Art are Modestly Exposed and Rejected, 1693. Réimpr. par Kessinger Publishing, 2004,  (ISBN 0-7661-8471-4)